# جامعة ألاباما
جامعة ألاباما (بالإنجليزية: The University of Alabama)، وتُعرف اختصارًا باسم UA أو ألاباما أو كابستون (The Capstone) أو باما (Bama)، هي جامعة حكومية بحثية تقع في مدينة توسكالوسا بولاية ألاباما، الولايات المتحدة. أُسِّست عام 1820 وبدأت استقبال الطلاب عام 1831، ما يجعلها أقدم وأكبر جامعة حكومية في الولاية، وكذلك المؤسسة الرائدة ضمن نظام جامعة ألاباما. وتُصنَّف ضمن فئة "جامعات الدكتوراه ذات النشاط البحثي المرتفع جدًا".
تقدّم الجامعة برامج أكاديمية ضمن 12 كلية، تُفضي إلى درجات البكالوريوس، والماجستير، والدكتوراه، ودرجات تخصصية في التعليم. وتضم الجامعة كلية الحقوق الحكومية الوحيدة في ولاية ألاباما. لعبت الجامعة دورًا بارزًا خلال الحرب الأهلية الأمريكية، وكذلك في حركة الحقوق المدنية.
أُسس برنامج كرة القدم الجامعي، المعروف باسم المد القرمزي عام 1892، ويُعدّ من بين أفضل عشرة برامج في تاريخ الولايات المتحدة. وفي عام 1913، وصف رئيس الجامعة آنذاك، جورج هـ. ديني، المؤسسة بأنها "تاج منظومة التعليم العام في الولاية"، وهو ما رسّخ لقبها الشائع "كابستون".
حتى يونيو 2024، تخرج من الجامعة 65 باحثًا حائزًا على منحة غولدووتر، و16 باحثًا من حملة منحة رودس، و16 آخرين من حملة منحة ترومان.

## التاريخ

### التأسيس

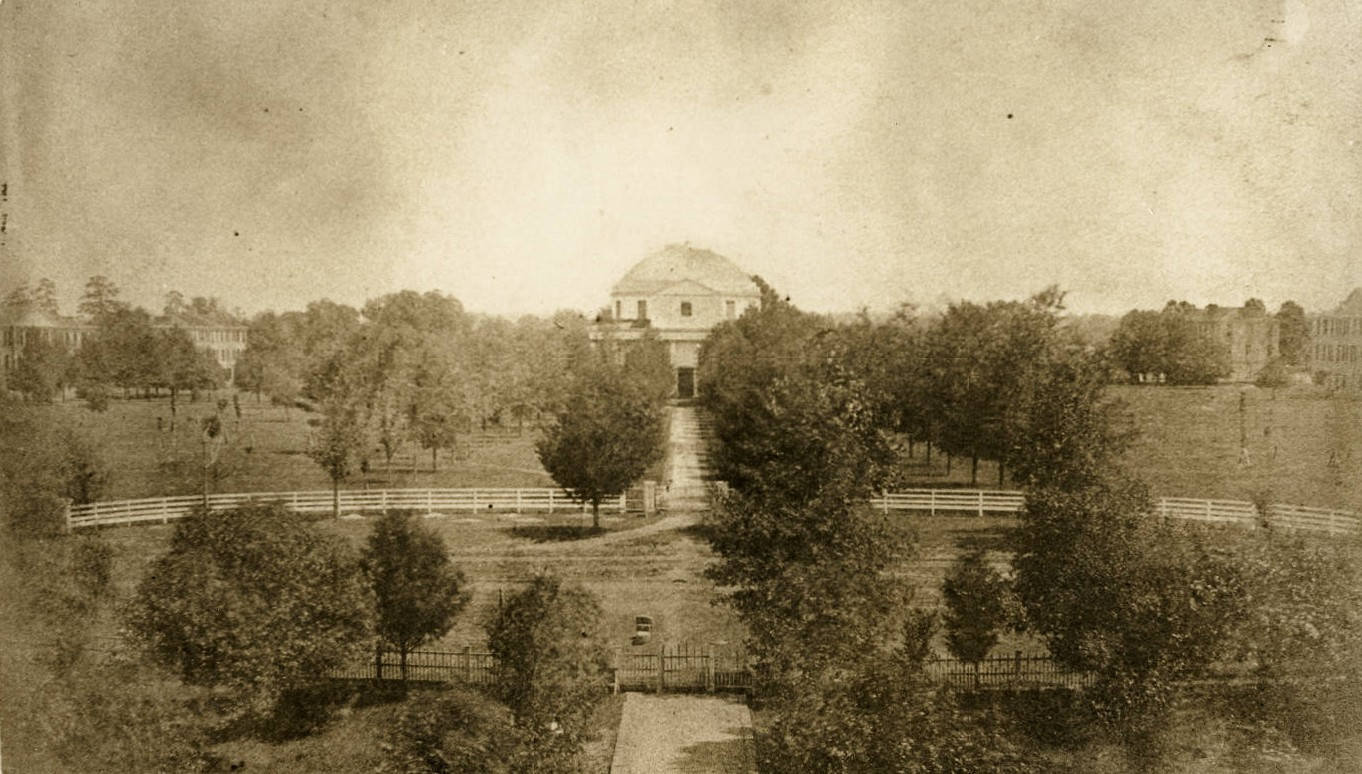
حرم جامعة ألاباما في عام 1859. تظهر الصورة ساحة الجامعة (ذا كواد) مع قبة الرُوتوندا في الوسط والسكن الطلابي في الخلفية. تم تدمير جميع هذه المباني على يد جيش الاتحاد بقيادة العميد العام جون ت. كروكستون في 4 أبريل 1865.

في عام 1818، منح الكونجرس الأمريكي إقليم ألاباما الناشئ حق تخصيص بلدة لإقامة «مدرسة تعليمية». وعندما انضمت ألاباما إلى الاتحاد في 14 ديسمبر 1819، أُضيفت بلدة ثانية إلى منحة الأرض، ليصل إجمالي المساحة إلى 46,000 فدان (186 كيلومتر مربع). وفي 18 ديسمبر 1820، أسست الجمعية العامة لألاباما هذه المؤسسة تحت اسم جامعة ولاية ألاباما، وأنشأت مجلس أمناء مسؤول عن بناء وتشغيل الجامعة.
اختار مجلس الأمناء موقع البناء، الذي كان آنذاك خارج حدود مدينة توسكالوسا عاصمة الولاية السابقة، كما عين المهندس المعماري ويليام نيكولز، مصمم مبنى كابيتول الولاية وكنيسة المسيح الأسقفية في توسكالوسا، لتصميم الحرم الجامعي. استلهم نيكولز تصميمه من خطة توماس جيفرسون في جامعة فيرجينيا، حيث تميز الحرم بقبة مستديرة مرتفعة بارتفاع 70 قدمًا (21 مترًا) وعرض مماثل، كانت تُستخدم كمكتبة ونواة للحرم. افتتحت الجامعة أبوابها للطلاب في 18 أبريل 1831 برئاسة القس ألفا وودز.
كانت الجامعة في فترة ما قبل الحرب مؤسّسة على غرار الأكاديمية، تركز على الكلاسيكيات والعلوم الاجتماعية والطبيعية، حيث بلغ عدد الطلاب حوالي 100 طالب سنويًا في ثلاثينيات القرن التاسع عشر.

مع نضوج الولاية والجامعة، نشطت ثقافة أدبية غنية داخل الحرم الجامعي ومدينة توسكالوسا. امتلكت الجامعة واحدة من أكبر المكتبات في البلاد آنذاك، تحتوي على أكثر من 7000 مجلد. ازدهرت العديد من الجمعيات الأدبية، مثل جمعية فاي بيتا كابا، التي كانت تستضيف محاضرات لسياسيين وأدباء بارزين، من بينهم قاضي المحكمة العليا جون أ. كامبل، والروائي ويليام جيلمور سيمز، والأكاديمي فريدريك بارنارد، الذي أصبح لاحقًا رئيس جامعة كولومبيا. تكشف المراسلات الموجهة إلى هذه الجمعيات عن حيوية الثقافة الفكرية في توسكالوسا، وفي الوقت نفسه، تعكس الأفكار المرتبطة بالعبودية التي كانت مركزية للجامعة والدولة آنذاك.

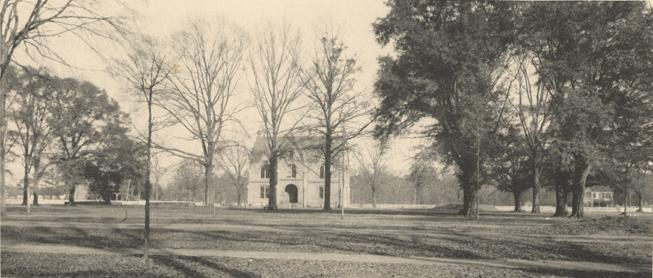
"منظر في جامعة ألاباما - توسكالوسا." (قاعة توومي في جامعة ألاباما)

منذ افتتاحها، كان الانضباط وسلوك الطلاب من القضايا الأساسية في الجامعة. سعى الرؤساء الأوائل لفرض قواعد صارمة، مثل حظر شرب الكحول، والسباب، والزيارات غير المصرح بها خارج الحرم، والعزف على الآلات الموسيقية إلا لمدة ساعة واحدة يوميًا. ومع ذلك، لم تكن الشجارات وأعمال العنف بالأسلحة النارية نادرة. لمواجهة هذه المشاكل، ضغط الرئيس لاندون جارلاند وحصل في عام 1860 على موافقة الهيئة التشريعية لتحويل الجامعة إلى مدرسة عسكرية.

### من الحرب الأهلية حتى الحرب العالمية الثانية
التحق العديد من خريجي جامعة ألاباما بالخدمة كضباط في الجيش الكونفدرالي خلال الحرب الأهلية الأمريكية. ونتيجة لهذا الدور، قامت قوات الاتحاد بإحراق الحرم الجامعي في 4 أبريل 1865، أي قبل خمسة أيام فقط من استسلام الجنرال روبرت لي في أبوماتوكس في 9 أبريل. هذا الحريق لم يكن جزءًا من "مسيرة شيرمان إلى البحر" التي وقعت قبل أشهر في ولاية جورجيا شرقًا. ورغم استدعاء وحدة الطلاب المتدربين للدفاع عن الحرم، لم ينجُ من الحريق سوى أربعة مبانٍ: منزل الرئيس (1841)، ومنزل جورجاس (1829)، والبيت المستدير الصغير (1860)، والمرصد القديم (1844).
أُعيد افتتاح الجامعة في عام 1871، وفي عام 1880، منحها الكونغرس الأمريكي 40 ألف فدان (نحو 162 كيلومترًا مربعًا) من أراضي الفحم، كتعويض جزئي عن الخسائر التي لحقت بها خلال الحرب، بلغت قيمتها نحو 250 ألف دولار.
وفي عام 1892، بدأت الجامعة في قبول الطالبات الإناث، بشرط ألا يقل عمرهن عن ثمانية عشر عامًا، وأن يكنّ مؤهلات للالتحاق بالسنة الثانية بعد إتمام عام دراسي في مؤسسة تعليمية أخرى واجتياز امتحان قبول. في فصل خريف عام 1893، التحقت عشر طالبات من مدرسة ليفينغستون (توتويلر لاحقًا). وبحلول عام 1897، سُمح للنساء بالالتحاق كطالبات مستجدات منذ السنة الأولى.
وخلال الحرب العالمية الثانية، كانت جامعة ألاباما من بين 131 مؤسسة تعليمية أمريكية شاركت في برنامج تدريب "V-12" التابع للبحرية الأمريكية، الذي أتاح للطلاب مسارًا مباشرًا للحصول على رتبة ضابط بحري. في تلك الفترة، أنشأت الجامعة فروعًا مؤقتة في مدن أخرى، منها مدينة موبيل في ألاباما، والتي أصبحت لاحقًا موقع تأسيس جامعة جنوب ألاباما في عام 1963 لتأخذ مكان ذلك البرنامج.

### الاندماج العرقي

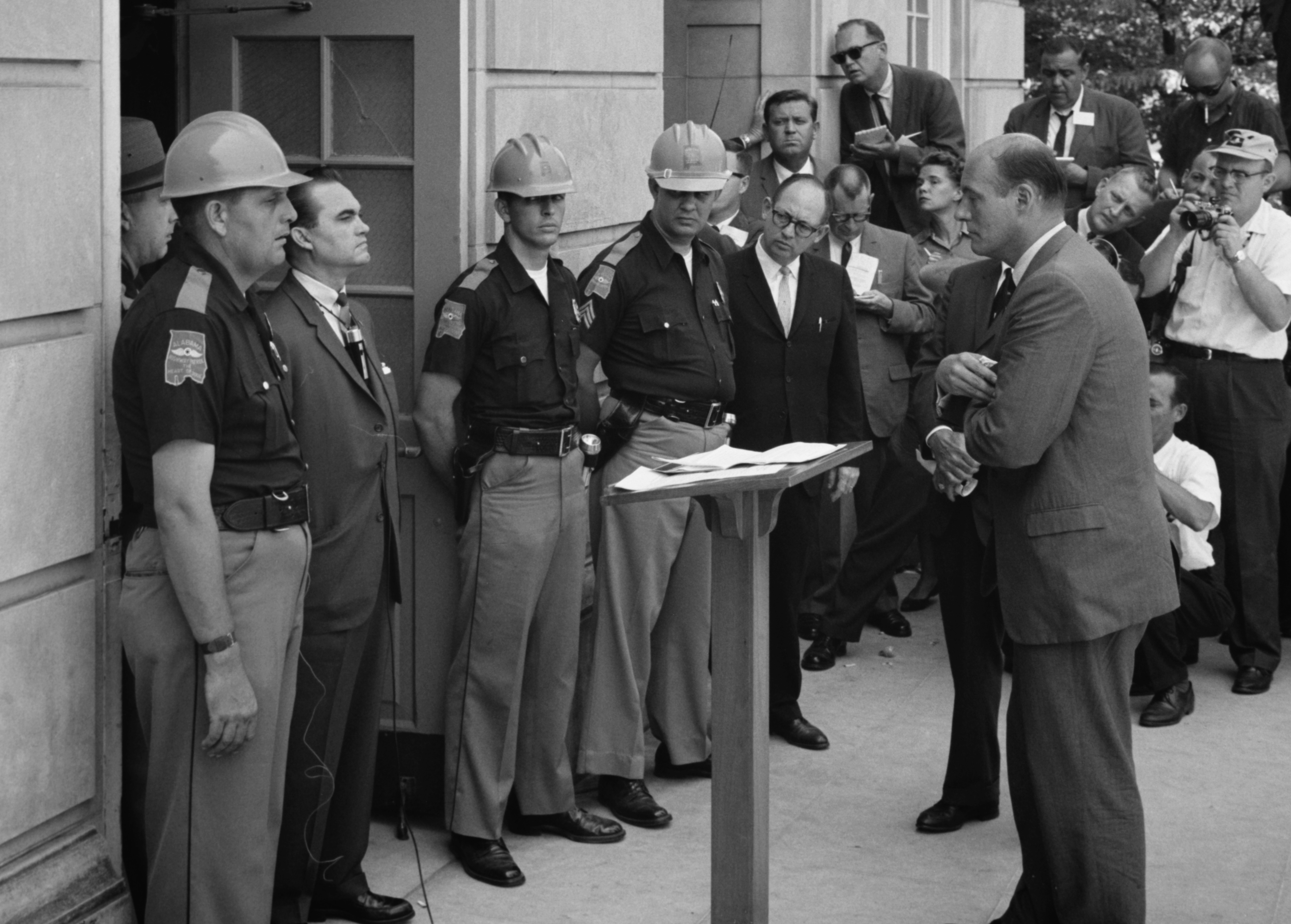
الحاكم جورج والاس يقف بتحدٍّ عند الباب بينما كان يواجه نائب المدعي العام الأمريكي نيكولاس كاتزنباخ في محاولةٍ لمنع الاندماج العرقي في جامعة ألاباما.

حتى ستينيات القرن العشرين، اقتصرت جامعة ألاباما على قبول الطلاب البيض فقط، في إطار ممارسات الفصل العنصري السائدة حينذاك في جنوب الولايات المتحدة، والتي منعت التحاق أي طالب من ذوي البشرة الملوّنة. وقد جرت أول محاولة لدمج الجامعة في عام 1956، حين التحقت أوثيرين لوسي كطالبة دراسات عليا في علوم المكتبات بتاريخ 3 فبراير، بعد صدور حكم قضائي يمنع الجامعة من رفض طلبها على أساس العرق. إلا أن موجة من الاحتجاجات العنيفة ضد وجودها دفعت مجلس الأمناء إلى تعليق قيدها بعد ثلاثة أيام، ثم فصلها نهائيًا بحجة عدم قدرة الجامعة على توفير بيئة تعليمية آمنة لها.
لم يتم دمج الجامعة فعليًا حتى 11 يونيو 1963، عندما التحق كل من فيفيان مالون وجيمس هود بالدراسة رسميًا. وقد حاول حاكم الولاية آنذاك، جورج والاس، عرقلة هذا الاندماج فيما عُرف لاحقًا بـ"وقوفه في باب المدرسة"، حيث وقف عند مدخل قاعة فوستر في محاولة رمزية لمنع تسجيل الطلاب. لكن تدخّل نائب المدعي العام الأمريكي نيكولاس كاتزنباخ، برفقة حرس فيدراليين أرسلهم وزير العدل روبرت كينيدي، أجبر والاس على التنحي. وقد دعم الرئيس جون كينيدي جهود دمج الجامعة.
ورغم انسحاب جيمس هود من الجامعة بعد شهرين فقط، فقد عاد لاحقًا ونال درجة الدكتوراه في الفلسفة عام 1997. أما فيفيان مالون، فواصلت دراستها لتصبح أول أميركية من أصول إفريقية تتخرج من جامعة ألاباما، وحصلت لاحقًا، في عام 2000، على درجة دكتوراه فخرية في الآداب الإنسانية.
من جهتها، أُعيد النظر في قضية أوثيرين لوسي، وأُلغي قرار فصلها عام 1980، ثم أُعيد تسجيلها وتخرجت لاحقًا بدرجة الماجستير عام 1992. وفي وقت لاحق من حياته، قدم جورج والاس اعتذارًا علنيًا عن موقفه السابق من الاندماج العرقي.
وفي عام 2010، كرّمت الجامعة رسميًا كلاً من لوسي وهود ومالون، بإطلاق اسم "ساحة مالون-هود" على الساحة الواقعة أمام قاعة فوستر، كما أنشأت فيها برج ساعة سُمّي "برج أوثيرين لوسي".

### إعصار عام 2011
في 27 أبريل 2011، ضرب إعصار قوي من الفئة EF4 (وفق مقياس فوجيتا المحسّن) مدينة توسكالوسا، مخلّفًا وراءه دمارًا واسعًا، لكنه لم يصب الحرم الجامعي بأذى مباشر. وأكدت الجامعة مصرع ستة طلاب كانوا يقيمون خارج الحرم. وبسبب حجم الدمار الذي طال نحو 12% من المدينة، إضافةً إلى الخسائر البشرية، قررت الجامعة إلغاء ما تبقى من الفصل الدراسي الربيعي وتأجيل حفل التخرج.

## الحرم الجامعي

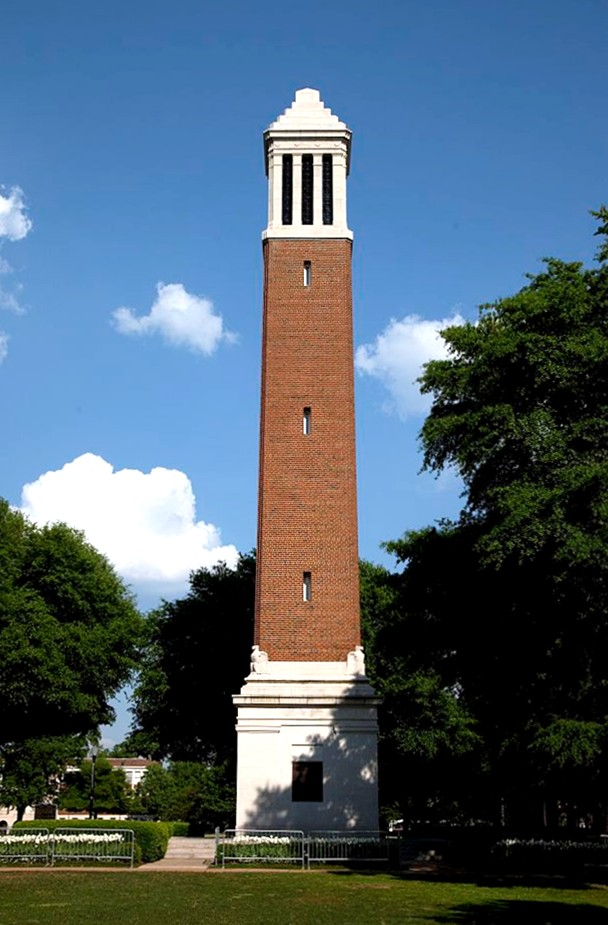
برج ديني تشايمز وهو برج أجراس (كامبانيل) يبلغ ارتفاعه 115 قدمًا (35 مترًا)، مزود بجوقة من 25 جرسًا، ويقع على الجانب الجنوبي من الساحة الرئيسية (ذا كواد) في جامعة ألاباما في توسكالوسا، ألاباما.

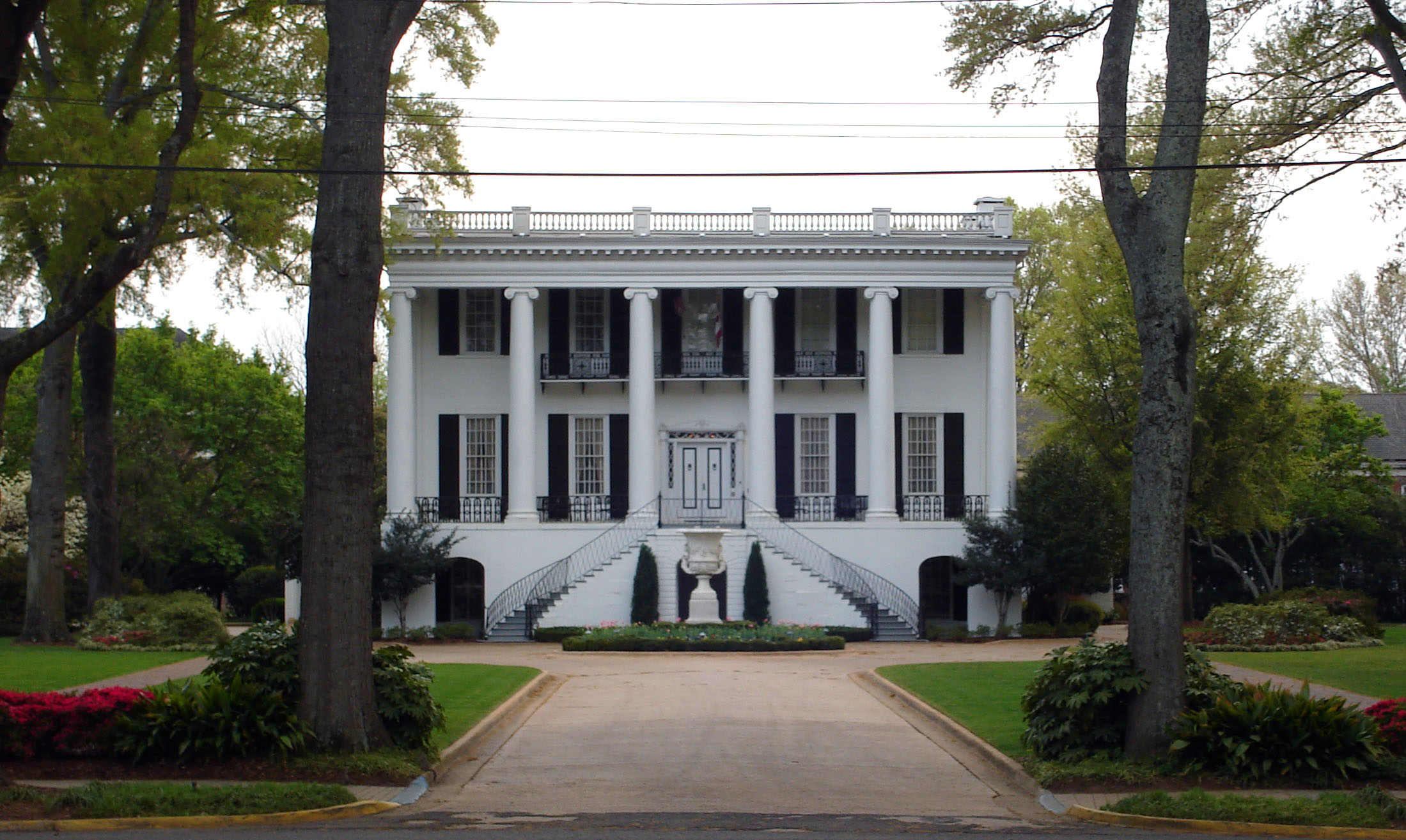
قصر الرئيس، مقابل ديني تشيمز

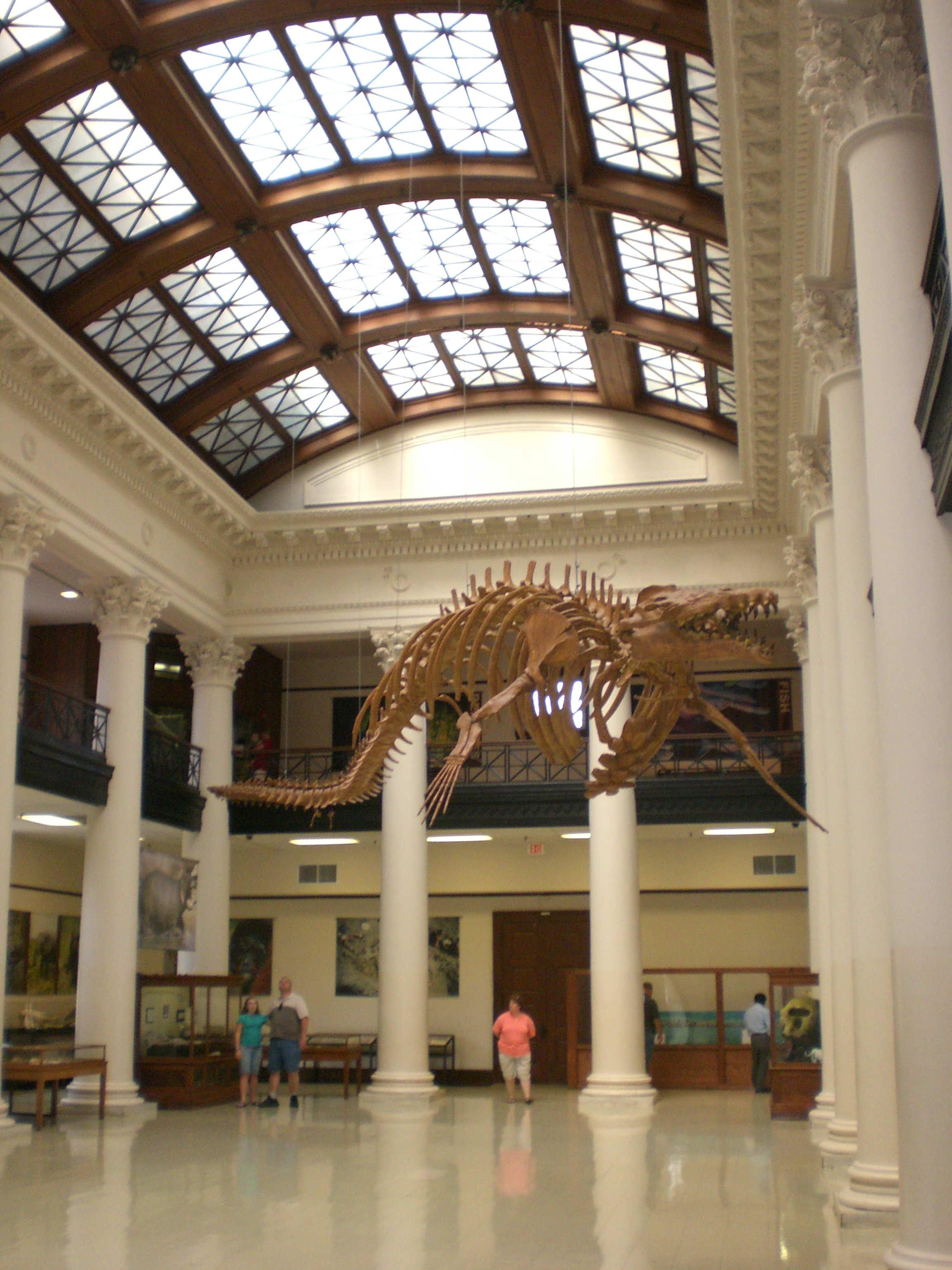
متحف ألاباما للتاريخ الطبيعي في سميث هول

نشأت جامعة ألاباما من حرم جامعي صغير يضم سبعة مبانٍ فقط في موقع ناءٍ على الطريق الرئيسي بين توسكالوسا وهانتسفيل (الذي يعرف الآن باسم شارع الجامعة) خلال ثلاثينيات القرن التاسع عشر. واليوم، توسع الحرم الجامعي ليشغل مساحة واسعة تبلغ 1,970 فدانًا (حوالي 800 هكتار) في قلب مدينة توسكالوسا. يضم الحرم الجامعي حالياً 297 مبنى توفر ما يقرب من 10,600,000 قدم مربع (980,000 متر مربع) من المساحات المبنية.
في عام 2010، وسعت الجامعة أراضي الحرم الجامعي بإضافة 168 فدانًا بعد شراء قطعة أرض كانت تابعة سابقًا لمستشفى برايس. كما تواصل الجامعة التخطيط لشراء المزيد من الأراضي لتلبية الطلب المتزايد على التسجيل والاحتياجات المستقبلية.
بالإضافة إلى ذلك، تدير الجامعة مشتل جامعة ألاباما الواقع في شرق توسكالوسا، وكذلك مختبر جزيرة دوفين البحري على جزيرة دوفين قبالة ساحل خليج ألاباما. في عام 2011، حصلت الجامعة على تقييم "B+" في تقرير الاستدامة الصادر عن معهد الأوقاف المستدامة، مما يعكس جهودها في مجال الاستدامة البيئية.

### معالم بارزة
تحتضن جامعة ألاباما عددًا من المتاحف والمرافق الثقافية والمعالم التاريخية المميزة التي تسهم في إثراء الحياة الجامعية والثقافية داخل الحرم.
يُعد متحف ألاباما للتاريخ الطبيعي، الواقع في مبنى سميث هول، نافذة على التاريخ الطبيعي الغني للولاية. ومن بين أبرز معروضاته نيزك سيلاكوجا، وهو أكبر جرم سماوي معروف اصطدم بإنسان نجا من الحادثة، مما يجعله من المعروضات الفريدة.
أما متحف بول دبليو. براينت، فيُعنى بتاريخ الرياضة في الجامعة، ويضم تذكارات ومعروضات تُسلط الضوء على إرث المدرب الأسطوري بير براينت، أحد أبرز رموز كرة القدم الجامعية. وتُعرض الجوائز الرياضية والإنجازات في مركز مال مور الرياضي، المُسمى تكريمًا للمدير الرياضي السابق للجامعة، والواقع بالقرب من متحف براينت.
يتوزع في أرجاء الحرم الجامعي عدد من المعالم التاريخية البارزة، من بينها منزل الرئيس، وبرج ديني تشايمز، وقاعة فوستر المُدرجة كمَعلم تاريخي وطني، بالإضافة إلى المنطقة التاريخية جورجاس-مانلي، ومرصد ماكسويل.
كما توجد بجوار مبنى الأحياء مقبرة صغيرة تضم قبرين لعبدين كانا مملوكين لأعضاء هيئة التدريس قبل الحرب الأهلية الأمريكية. وقد توفي الاثنان في أربعينيات القرن التاسع عشر، وظل موقع قبريهما غير محدد حتى تم التعرف عليهما رسميًا في عام 2004.[1]
وتضم مرافق الحرم الجامعي الثقافية كلًا من مسرح آلن بالاس، ومسرح ماريون غالاوي، وقاعة مورغان، إلى جانب مبنى فرانك إم. مودي للموسيقى، الذي يحتضن أوركسترا توسكالوسا السيمفونية، ومسرح الأوبرا التابع للجامعة، وثلاث جوقات موسيقية مقيمة.

### المكتبات

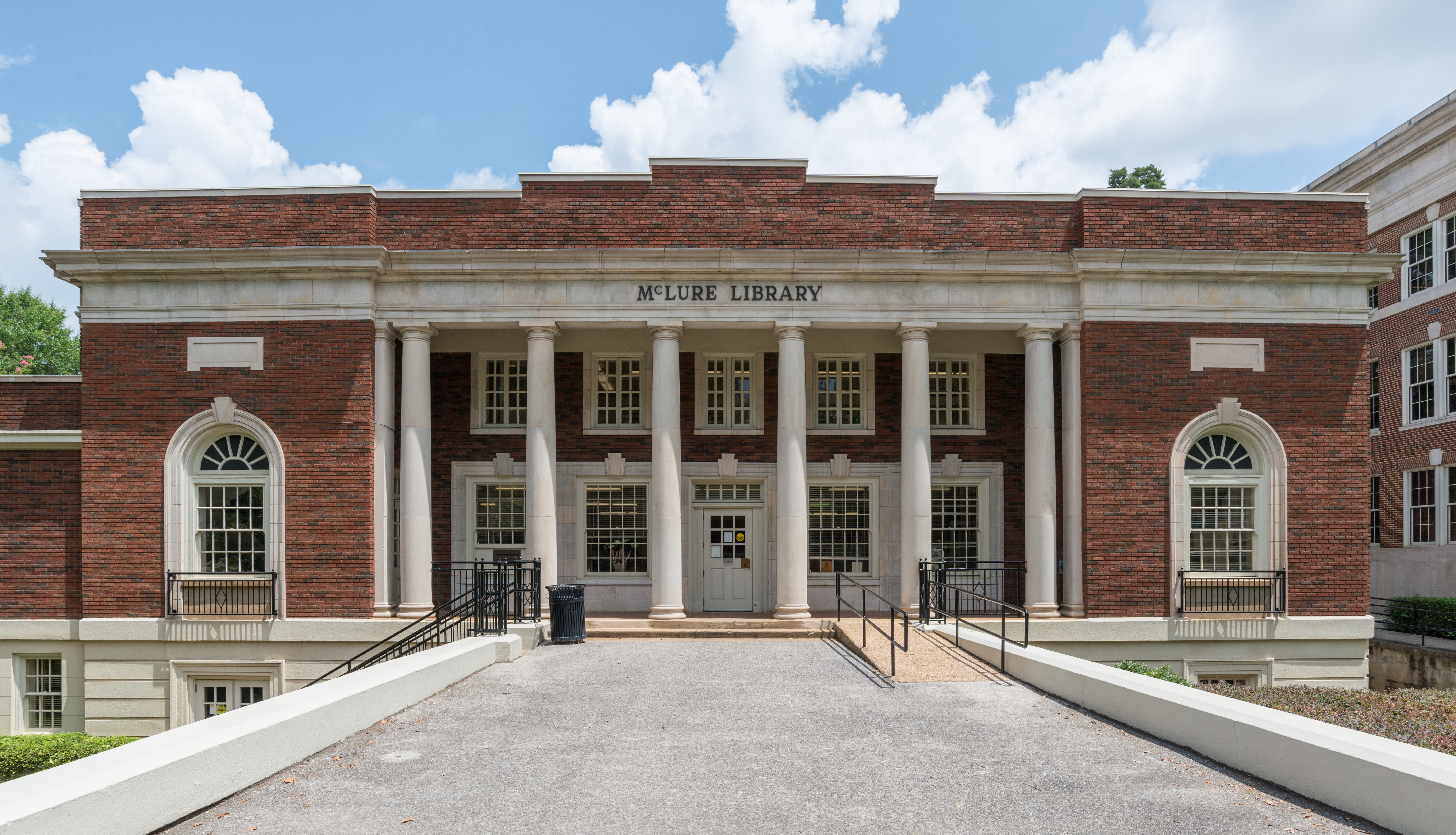
مكتبة McLure في عام 2016

تمتلك جامعة ألاباما مجموعة ضخمة تضم حوالي 2.9 مليون مجلد، بالإضافة إلى ما يقرب من 100,000 وثيقة حكومية غير مفهرسة ضمن مجموعتها. تحتفظ مكتبات الجامعة بحوالي 2.5 مليون من هذه المجلدات. ويتألف نظام مكتبات الجامعة من ست مكتبات مستقلة.

تعتبر مكتبة أميليا جايل جورجاس، الواقعة في منطقة الرباعية الرئيسية، أقدم وأكبر مكتبة في الجامعة. تحتوي هذه المكتبة على مجموعات الجامعة في مجالات العلوم الإنسانية والاجتماعية، بالإضافة إلى مستودع الوثائق الحكومية الأمريكية الخاص بالجامعة. تأسست المكتبة عام 1939 على طراز الإحياء اليوناني، وتتكون من أربعة طوابق، وتقع في موقع الجامعة الأصلي المعروف باسم "الرُوتوندا". سُميت المكتبة تكريمًا لأميليا جايل جورجاس، أمينة مكتبة الجامعة لفترة طويلة وزوجة الرئيس الثامن للجامعة، يوشيا جورجاس. في سبعينيات القرن الماضي، أُضيف مبنى مكون من سبعة طوابق خلف المكتبة لتوسعة منشآتها.

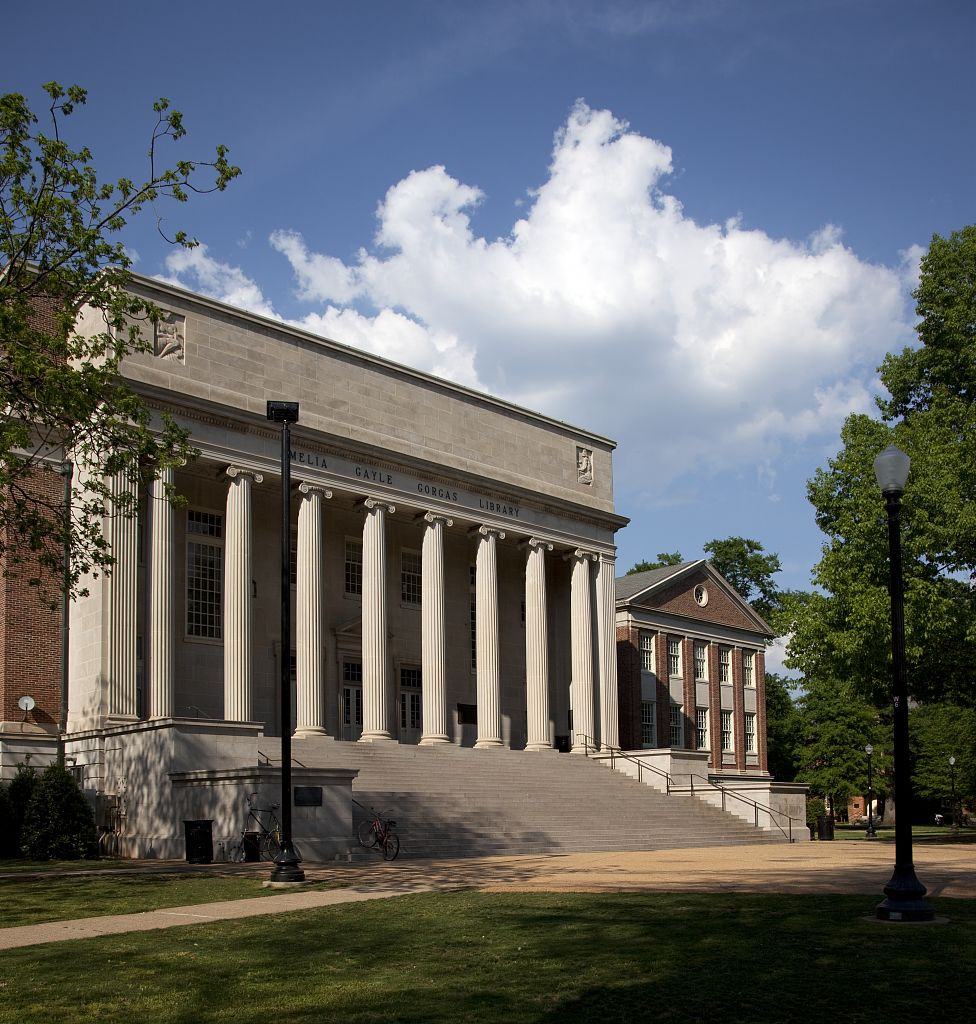
مكتبة أميليا جايل جورجاس في رباعية

## حياة الطلاب

### فيروس كورونا
في 29 أغسطس 2020، سُجِّلت نتيجة إيجابية لفحص كوفيد-19 لدى 1,043 طالبًا في جامعة ألاباما، وذلك خلال الأيام العشرة التي أعقبت استئناف الفصول الدراسية في حرم توسكالوسا في 19 أغسطس. وكان عدد الحالات المسجلة سابقًا في الحرم خلال العام الذي سبق 18 أغسطس يبلغ 158 حالة فقط، مما رفع العدد الإجمالي إلى 1,201 حالة.

## الرياضة والثقافة
تُعرف الفرق الرياضية الجامعية لجامعة ألاباما باسم "ألاباما كريمزون تايد" (يمكن اختصار الاسم إلى "ألاباما"، "الكريمزون تايد"، أو ببساطة "التايد"). جاء لقب "الكريمزون تايد" من مباراة كرة القدم التي جرت عام 1907 ضد جامعة أوبورن في برمنغهام، حيث أجبرت ألاباما فريق أوبورن، الذي كان المرشح الأقوى للفوز، على التعادل بعد مباراة شديدة تحت أمطار غزيرة. وصف أحد الصحفيين الرياضيين خط الهجوم في تلك المباراة بـ"الكريمزون تايد"، في إشارة إلى ألوان قمصانهم التي اتسخت بالوحل الأحمر.
تتنافس ألاباما أساسًا في مؤتمر الجنوب الشرقي ضمن الدرجة الأولى للاتحاد الوطني لرياضة الجامعات. تقدم ألاباما فرقًا للرجال في كرة القدم، كرة السلة، البيسبول، الجولف، العدو الريفي، السباحة والغوص، التنس، وألعاب القوى. أما فرق النساء فتشمل كرة السلة، الجولف، العدو الريفي، الجمباز، التجديف، كرة القدم، السوفتبول، السباحة والغوص، التنس، ألعاب القوى، والكرة الطائرة. تضم مرافق الجامعة الرياضية استاد براينت-ديني الذي سُمي على اسم المدرب الأسطوري بول "بير" براينت ورئيس الجامعة السابق جورج ديني، وكذلك قاعة كولمان التي تتسع لـ14,619 مقعدًا. كما تنافس فريق التجديف النسائي في ألاباما في مؤتمر Big 12 ضمن الدرجة الأولى للاتحاد الوطني لرياضة الجامعات.
تحافظ ألاباما على منافسات رياضية قوية مع جامعتي أوبورن وتينيسي. وتُعتبر المنافسة مع أوبورن من الأكثر حدة، وتشمل جميع الرياضات، ويُعرف اللقاء السنوي في كرة القدم بين الفريقين بـ "آيرون بول" (الوعاء الحديدي). أما المنافسة مع تينيسي فتركز في الغالب على كرة القدم، مع وجود توتر واضح خاصة بسبب الخلافات السابقة بين مدرب تينيسي آنذاك فيليب فولمر وعلاقته بالعقوبات التي فرضت على فريق ألاباما من قبل الاتحاد الوطني لرياضة الجامعات. كما توجد منافسات أخرى مع جامعة ولاية لويزيانا (كرة القدم والبيسبول)، وجامعة ميسيسيبي (كرة القدم وكرة السلة للرجال)، وجامعة ولاية ميسيسيبي (كرة القدم وكرة السلة للرجال)، وجامعة جورجيا (كرة القدم والجمباز النسائي)، وجامعة فلوريدا (كرة القدم والسوفتبول).

### كرة القدم الأمريكية
بدأ برنامج كرة القدم في جامعة ألاباما عام 1892، وحقق الفريق الفوز بـ 30 لقبًا في مؤتمر الساحل الجنوبي الشرقي (SEC) و18 بطولة وطنية، منها 12 بطولة مُنحت من قبل وكالة الأسوشيتد برس و8 بطولات من تصويت مدربي الدوري. سجل الفريق 36 موسمًا بفوز 10 مباريات على الأقل وشارك في 59 مباراة ضمن بطولات الكؤوس، فاز في 32 منها، وهو رقم قياسي في اتحاد الجامعات الأمريكية. أنتجت ألاباما 18 عضوًا في قاعة المشاهير، و97 لاعبًا تم تكريمهم كـ"All-Americans" بمجموع 105 مرات، بالإضافة إلى 4 فائزين بجائزة هايزمان وهم مارك إنجرام الثاني، ديريك هنري، ديفونتا سميث، وبرايس يونغ.
يقع الملعب الحالي لفريق "كريمسون تايد"، ملعب براينت-ديني، والذي افتتح عام 1929 بسعة تقارب 12,000 مشجع. أُجريت آخر توسعة للملعب في عام 2010 بإضافة مدرج علوي في منطقة النهاية الجنوبية، مما أكمل المدرج العلوي حول الملعب، ليصل السعة الرسمية الحالية إلى 101,821 متفرجًا. كانت التوسعة السابقة في منطقة النهاية الشمالية واكتملت عام 2006. كما لعب الفريق العديد من المباريات، بما في ذلك مباراة "آيرون بول" الشهيرة ضد جامعة أوبورن المنافسة، في ملعب ليجيون في برمنغهام.
يُعتبر المدرب الأسطوري بول "بير" براينت أيقونة في تاريخ كرة القدم بجامعة ألاباما، حيث حقق مع الفريق سجلًا مذهلاً بلغ 232 فوزًا، مقابل 46 خسارة و9 تعادلات. قاد براينت فريق "كريمسون تايد" للفوز بست بطولات وطنية خلال أعوام 1961، 1964، 1965، 1973، 1978، و1979. أما المدرب الحالي، نيك سابان، فقد فاز بـ7 بطولات وطنية، منها ست بطولات مع ألاباما.
وفي عام 1966، كان فريق ألاباما الفريق الوحيد الذي أنهى الموسم بدون أي خسارة، لكن رغم ذلك لم يحصل على اللقب الوطني بشكل كامل لأن نتائج تصويت المشجعين أظهرت تقاسم اللقب مع ميشيغان ستايت بعد تعادلهما في مباراة مشهورة تعرف باسم "مباراة القرن".
في موسم 2020، حقق فريق ألاباما سجلًا مثاليًا 13-0 في جدول مباريات كامل داخل مؤتمر الـ SEC خلال جائحة كوفيد-19، شمل ذلك الفوز ببطولة الـ SEC على حساب فلوريدا، وكأس روز بول ضد نوتردام، وكذلك الفوز ببطولة الولايات المتحدة الوطنية على أوهايو ستيت. وحصل لاعب الوسط العريض في فريق كريمسون تايد، ديفونتا سميث، على جائزة هايزمان، لتكون ثالث مرة يفوز فيها لاعب من البرنامج بهذه الجائزة.
أما في موسم 2021، فقد حقق الفريق سجلًا 13-2، منها فوز بنتيجة 41-24 على جورجيا في مباراة نهائي مؤتمر الـ SEC، ليحرز لقبهم الـ29 في المؤتمر. ثم فازوا على سينسيناتي بيركاتس بنتيجة 27-6 في كأس القطن، قبل أن يخسروا في نهاية المطاف أمام جورجيا في مباراة البطولة الوطنية بنتيجة 33-18. بالإضافة إلى ذلك، فاز لاعب الوسط الأساسي في ألاباما، برايس يونغ، بجائزة هايزمان، ليصبح رابع لاعب من الجامعة يفوز بها، وأول لاعب وسط في الجامعة يحصل على هذه الجائزة.

### أناشيد الجامعة
أغنية التشجيع الرسمية للجامعة هي "يا ألاباما" التي كتبها لاندي سايكس عام 1926، وهو كان حينها محرر صحيفة الحرم الجامعي. كتب سايكس الأغنية استجابةً لمسابقة نظمها فريق "رامر جامر" بعد فوز ألاباما الأول في بطولة روز بول. النسخة التي تعزفها فرقة "مليون دولار" خلال المباريات والمعروفة لدى الجمهور هي مجرد الكورس من الأغنية الأصلية.
أما النشيد الرسمي للجامعة، المعروف بـ"ألما ماتر ألاباما"، فهو موضوع على لحن أغنية "آني ليسل"، وهي أغنية بالاد كتبّت في خمسينيات القرن التاسع عشر.

## خريجون بارزون
من بين خريجي جامعة ألاباما المميزين، حصل 15 منهم على منحة رودس، و59 على منحة غولدووتر، و16 على منحة ترومان. كما تم اختيار خريجي الجامعة ضمن فريق الأكاديميين الجامعيين All-USA الذي تصدره صحيفة USA Today.
ومن بين خريجي جامعة ألاباما الشخصيات المعروفة مثل ميل ألين، هيوغو بلاك، بير برايانت، كيتلان كولينز، خوليو جونز، هاربر لي، جيم نابورز، جو ناماث، جو سكاربورو، جيف سيشنز، ريتشارد شيلبي، جاستن توماس، جيمي ويلز، وجورج والاس.

## روابط خارجية
- الموقع الرسمي
- موقع ويب جامعة ألاباما لألعاب القوى